# ZKZM-500
El ZKZM-500 es un rifle láser fabricada por la empresa china ZKZM Laser. Muchos la describen como la primera arma láser letal, capaz de quemar la piel o incluso atravesar cristales o ventanas.